# Караш (мифология)
Караш — в алтайской мифологии сын и посланник Эрлик-бия, который живёт на 5-м слое подземного мира в чугунном дворце, спит на постели из черного бобра, ездит на темном-мухортом коне или на черных чугунных санях.
У него плеть из черной змеи, а повод из живой змеи. Величиной Караш в сосну, у него кровавые глаза, на голове он носит черную шапку-калбан. Его посланником является черный ворон.
Караш потерпел поражение в сражении с Мангдышире, который препятствовал творению Эрликом животных — медведя, барсука, крота. За это Эрлик велел своим богатырям Карашу и Керей-кану прогнать Мангдышире, в борьбе с которым, при падении у Караша изломалась спина, и он удержался только в коже, как в мешке, поэтому называется «тонкотуловищным».
Караш служит посредником между шаманами и Эрликом, руководит ими при жертвоприношениях Эрлику, сопровождает в подземный мир, помогает шаману в возвращении души человека. Во время камлания над больным за душой (сунезин или дьула) шаман отправлялся не сам, а посылал Караша. Молодой кам получал у Эрлика своего Караша, и через него шаману вручалась байры, которая являлась его плетью — камчы.